# Campylocentrum iglesiasii

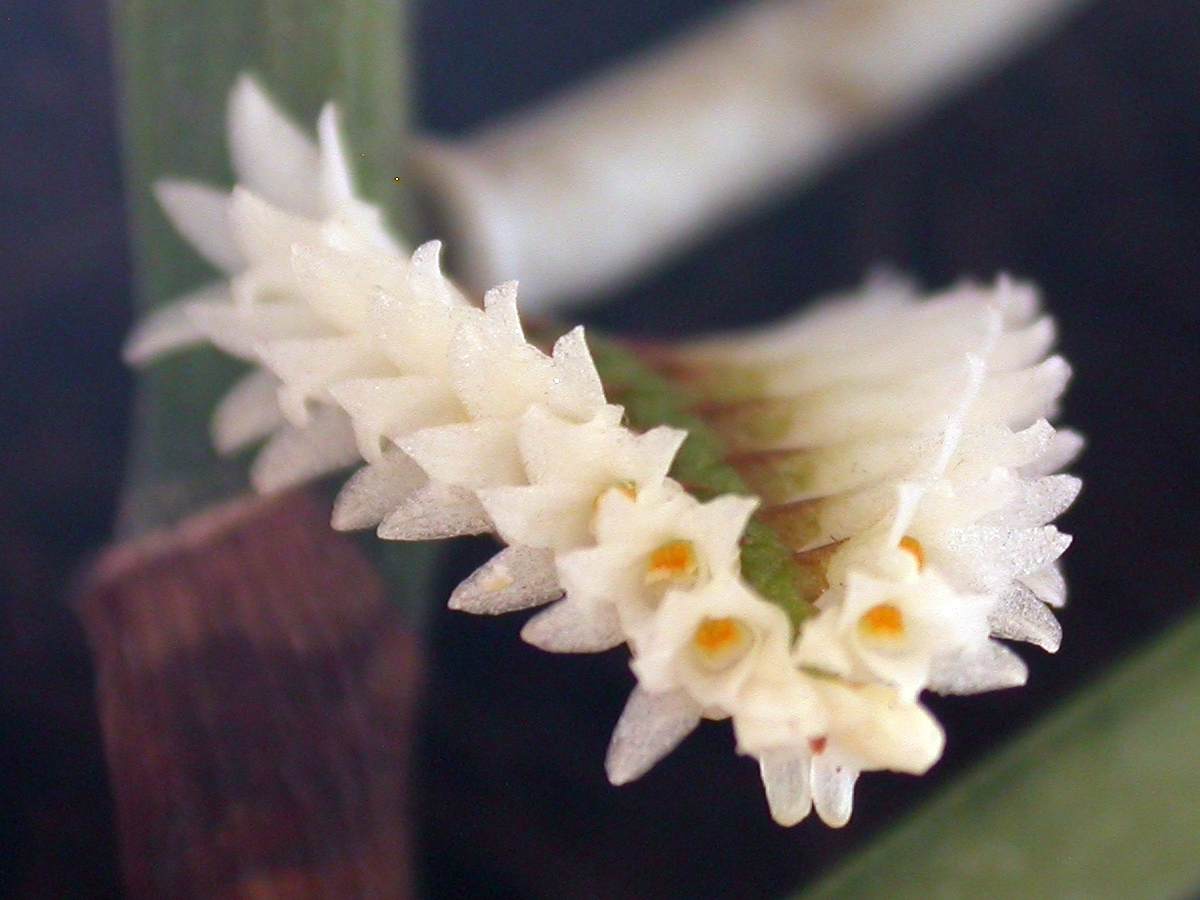
Campylocentrum aff. iglesiasii

Campylocentrum iglesiasii  é uma espécie de orquídea, família Orchidaceae, que existe no Brasil. Trata-se de planta epífita, monopodial, com caule alongado, cujas inflorescências brotam do nódulo do caule oposto à base da folha. As flores têm sépalas e pétalas livres, e nectário na parte de trás do labelo. Pertence à secção de espécies de Campylocentrum com folhas planas e ovário liso com nectário longo em relação à espessura.

## Publicação e histórico
- Campylocentrum iglesiasii Brade, Arq. Serv. Florest. 1(2): 2 (1941).

Brade publicou esta espécie em 1941. Não foi possível encontrar a descrição original desta espécie, ou qualquer outra referência além das citadas, de modo que pouco podemos acrescentar. Pabst situa esta espécie em um pequeno grupo junto com outras duas espécies de folhas planas e ovário liso com nectário longo em relação à espessura, Campylocentrum crassirhizum e Campylocentrum spannagelii. Os desenhos de Pabst não deixam claras quais seriam as diferenças entre as três, aparentemente as flores do C. crassirhizum são um pouco maiores e as do C. spannagelii têm o labelo inteiro, ou seja, com um só lobo central enquanto as outras duas têm labelo trilobulado. Outras diferenças importantes que permitiriam separá-las com mais certeza, quanto à morfologia do nectário e da planta, são omitidas. Esta espécie é citada os estados brasileiros de São Paulo e Paraná.